# Tinus Bosselaar
Tinus Bosselaar (Rotterdam, 1936. január 16. – 2018. június 6.) válogatott holland labdarúgó, csatár.

## Pályafutása

### Klubcsapatban
A Sparta Rotterdam korosztályos csapatában kezdte a labdarúgást, majd 1953-54-ben az első csapatban szerepelt. 1954 és 1956 között a Feyenoord labdarúgója volt. 1956-ban visszatért a Spártához, ahol egy bajnoki címet és három holland kupa győzelmet ért el az együttessel.

### A válogatottban
1955 és 1962 között 17 alkalommal szerepelt a holland válogatottban és négy gólt szerzett.

## Sikerei, díjai
Sparta Rotterdam
- Holland bajnokság
  - bajnok: 1958–59
- Holland kupa (KNVB)
  - győztes (3): 1958, 1952, 1956